# سوگل (زامتگمایند)
سوگل (به آلمانی: Samtgemeinde Sögel) یک منطقهٔ مسکونی در آلمان است که در امسلاند واقع شده‌است. سوگل ۱۵٬۴۸۴ نفر جمعیت دارد.